# Annales de Saint-Bertin
Pour les articles homonymes, voir Annales (homonymie).
Les Annales de Saint-Bertin (en latin Annales Bertiniani) sont une suite d'annales de l'époque carolingienne, couvrant la période allant de 741 à 882. La partie 741-829 n'est essentiellement que le texte des Annales regni Francorum (qui existe en versions un peu différentes) ; la partie 830-882, dont le récit est centré sur la Francie occidentale, est complémentaire, pour cette période, des Annales de Fulda, qui concernent la Francie orientale.

## Description
La partie originale, de 830 à 882, est composée de trois textes d'auteurs différents mis bout-à-bout. D'abord, la section qui va de 830 à la plus grande part de l'année 835 : elle est d'un auteur qui n'est pas sûrement identifié, écrivant un latin assez incorrect, chaud partisan de l'empereur Louis le Pieux dans le conflit qui l'oppose depuis 830 à certains de ses fils (cf. l'expression « domnus imperator » employée constamment pour le désigner), et qui écrit depuis la partie occidentale de l'Empire franc (cf. l'expression « Francos qui citra Carbonariam consistebant », « les Francs qui habitaient de ce côté-ci de la Forêt Charbonnière », ad a. 834), avant la mort de l'empereur le 20 juin 840 (cf. « sicut ei mos est » au présent en parlant de Louis le Pieux, ad a. 832).
La section qui va de la fin de l'année 835 au début de l'année 861 est due au clerc de la cour, puis évêque de Troyes, Prudence († 6 avril 861) : on le sait par la lettre n°25 d'Hincmar de Reims (qui cite un passage relatif à l'année 859 en l'attribuant aux « annales de nos rois composées par le seigneur Prudence ») et par l'étude stylistique et thématique qui montre l'unité de cette section et l'opposition à ce qui précède et ce qui suit.
Enfin une troisième section (de 861 à 882, commençant d'ailleurs par la mention de la mort de Prudence de Troyes) est certainement à assigner à l'archevêque Hincmar de Reims († 21 décembre 882), auquel le codex a dû être transmis par Charles le Chauve. Pour l'année 849, Hincmar aurait changé rétrospectivement le passage sur la condamnation de Gottschalk d'Orbais, que l'évêque Prudence avait soutenu contre lui. La fin du texte correspond à la mort de l'archevêque.

## Histoire du texte
Ces annales sont associées à l'abbaye Saint-Bertin uniquement parce qu'elles ont été connues (au début du XVIIe siècle) par un manuscrit trouvé dans cette abbaye par Héribert Rosweyde, où elles se présentaient dans une chaîne historique après la Chronique de Frédégaire. C'est ce manuscrit qui servit à l'editio princeps de François Duchesne (Historiæ Francorum scriptores coætanei III, Paris, 1641, p. 150-261), laquelle fut reproduite par Ludovico Antonio Muratori (Rerum Italicarum scriptores II, Milan, 1723, p. 491 sqq.). Au milieu du XVIIIe siècle, un manuscrit fut retrouvé à Saint-Bertin, qui servit au Recueil des historiens des Gaules et de la France de Dom Martin Bouquet (tomes VI, VII, VIII) ; l'abbé Lebeuf soutint que ce n'était pas le même, idée que rejeta Georg Heinrich Pertz, éditeur du texte dans la collection Monumenta Germaniæ Historica. Ce manuscrit venait en tout cas de l'aveu général de l'Église de Reims.
Le texte d'Hincmar a été utilisé ponctuellement par Flodoard dans son Histoire de l'Église de Reims. D'autre part, il a existé à l'abbaye Saint-Germain-des-Prés, à partir du XIe siècle, un manuscrit qui contenait la section 869-882, qui est reproduite dans ce qu'on appelle les Chroniques de Saint-Denis (continuation de l'Histoire des Francs d'Aimoin de Fleury, commencée non pas à Saint-Denis, mais à Saint-Germain-des-Prés). Les Annales de Metz éditées par André Duchesne reproduisent la section 830-838.